# Contea di Faku
La contea di Faku (法库县S, Fǎkù XiànP) è una contea della Cina, situata nella provincia di Liaoning e amministrata dalla prefettura di Shenyang.